# Leptoiulus arabistanus
Leptoiulus arabistanus är en mångfotingart som beskrevs av Hans Lohmander. Leptoiulus arabistanus ingår i släktet Leptoiulus och familjen kejsardubbelfotingar. Inga underarter finns listade i Catalogue of Life.